# Elydio dos Santos Neto
Elydio dos Santos Neto (,  - 3 de outubro de 2013) foi um professor universitário e pesquisador de histórias em quadrinhos brasileiro.

## Biografia
Formado em Filosofia pela Faculdade Salesiana de Filosofia Ciências e Letras de Lorena (1982) e licenciatura em Pedagogia (Administração Escolar) pela Faculdade Salesiana de Filosofia Ciências e Letras de Lorena (1982), mestrado em Ciências da Religião pela Pontifícia Universidade Católica de São Paulo (1993), Doutor em Educação pela PUC-SP, foi professor efetivo de Filosofia da Rede Estadual Paulista (1987-1995), coordenador pedagógico do Colégio São Joaquim de Lorena (1987-1992), coordenador de curso noturno na Rede Estadual Paulista (Escola Padrão, 1993-1994)m diretor de escola de educação básica Externato São José em Pindamonhangaba (1995-1996), membro do Observatório de Quadrinhos da Escola de Comunicações e Artes da Universidade de São Paulo, do Grupo INTERESPE e do Grupo de Estudos e Pesquisa Paulo Freire da Universidade Metodista de São Paulo de de agosto de 2004 até fevereiro de 2011.
Em janeiro de 2000, começou a trabalhar no curso de mestrado em Educação da Universidade Metodista de São Paulo, ainda na década de 2000, passou a se dedicar a pesquisa dos  "quadrinhos poético-filosóficos" (que contam com produções de autores como Edgar Franco, Flávio Calazans e Gazy Andraus), em 2010, apresentou na Universidade Estadual Paulista, a tese de pós-doutorado As Histórias em Quadrinhos poético-filosóficas no Brasil: Contextualização histórica e estudo das interfaces educação, arte e comunicação, em 2011, tornou-se professor da Universidade Federal da Paraíba.
Publicou textos acadêmicos sobre histórias em quadrinhos e fanzines apresentados em congressos da Intercom, além de livros pelas editoras Marca de Fantasia e Criativo. Cunho o termo biograficzine para definir fanzines autobiográficos e fez demostrou o uso pedagógico dos fanzines.
Faleceu em 2013, vítima de um câncer, seus últimos livros, Histórias em Quadrinhos e Práticas Educativas: os Gibis Estão na Escola, e Agora? (organizado com a esposa, Marta Regina Paulo da Silva), lançado postumamente em 2015 pela Criativo, através de selo do Observatório de Quadrinhos da Escola de Comunicações e Artes da Universidade de São Paulo e Henrique Magalhães e a editoria de quadrinhos poético-filosóficos, publicado em 2017 pela editora Marca de Fantasia.